# 西碱厂乡
西碱厂乡，是中华人民共和国辽宁省葫芦岛市建昌县下辖的一个乡镇级行政单位。

## 行政区划
西碱厂乡下辖以下地区：
碱厂村、大窑沟村、西鸽子洞村、东大杖子村、牛角沟村、什家子村和磨石沟村。